# フレッチャ歩兵戦闘車
フレッチャ歩兵戦闘車（イタリア語: 矢）はイタリア陸軍で使用されているイタリア製の8輪駆動装輪歩兵戦闘車である。249両の最初の1群は南イタリアの機械化旅団「ピネローロ」が装備する、冷戦時代のVCC-2装甲兵員輸送車を置き換えるために発注された。
フレッチャはイヴェコ（車体、エンジン、サスペンション）とオート・メラーラ（武装）を組み合わせたコンソーシアムによって製造されている。

## 設計
チェンタウロ戦闘偵察車の改良型で、KBA 25mm 機関砲を装備し、25mm砲弾を200発搭載するヒットフィスト砲塔（ダルド歩兵戦闘車の砲塔を発展させたもの）を搭載している。また、2丁の7.62mm NOTO機関銃も装備している。さらに、1対のスパイクMR/LR対戦車ミサイルを砲塔に装備することができる。
理論上、ヒットフィスト砲塔には口径60mmまでの各種砲を搭載可能である。4門の80mm煙幕弾発射筒が砲塔の両側面に取り付けられている。火器管制システムはチェンタウロ戦闘偵察車の対戦車モデルと同等である。フレッチェは最大8名の武装兵を輸送可能である。

## 調達
2006年、イタリア政府は249両のフレッチャを発注したが、内訳は戦闘車190両、対戦車戦闘車36両、移動指揮所2両および迫撃砲運搬車21両である。この全てが2017年6月6日までに納入され、機械化旅団「ピネローロ」の装備として使用されている。
2019年12月には、さらに戦闘車5両、対戦車戦闘車36両、移動指揮所26両および迫撃砲運搬車14両の81両のフレッチャが発注された。
さらに、アオスタ機械化旅団の装備を完了させるためのさまざまなモデルの180両および軍の騎兵連隊で装備するための120両のフレッチャEVO偵察車が追加発注される予定である。

## 派生型

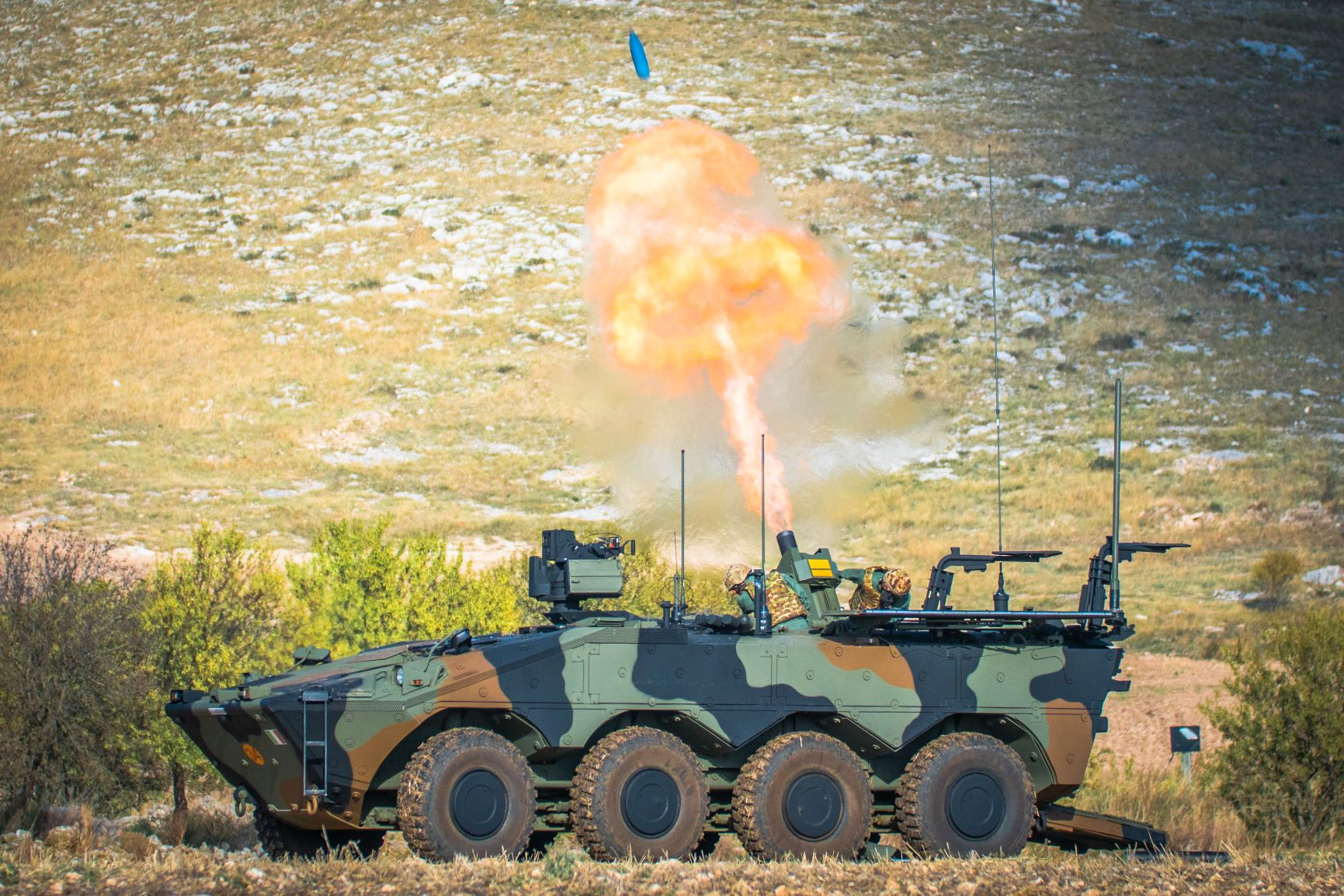
フレッチャ迫撃砲運搬車

- KBA 25mm機関砲を装備した2名用ヒットフィスト搭載のフレッチャ戦闘車
- KBA 25mm機関砲および1対のスパイクMR/LR対戦車ミサイルを装備した2名用ヒットフィスト搭載のフレッチャ対戦車戦闘車
- 2種類のフレッチャ移動指揮所：フレッチャ戦術隊とフレッチャ指揮隊
- TDA-2R2M 120mm迫撃砲装備のフレッチャ迫撃砲運搬車

### チェンタウロII
2018年7月、イタリア陸軍は計画されていた150両の発注の最初の分割納入分である10両のチェンタウロII駆逐戦車を受領するための1億5,900万ユーロ（1億8,600万USドル）の契約に署名した。
30トンのチェンタウロIIはフレッチャの車台をベースにして、120mm砲を搭載した2名用の砲塔を備えている。その他の改善点としては、ディジタル通信システム、24hp/tonの機動力を提供する720hpのエンジン、安定性を向上させる車体から遠く伸びるホイールおよび地雷に対する保護の強化がなされている。
8輪の構成と、改良されたシャシーの組み合わせによってチェンタウロIIは高初速の120mm砲のより強い反動に耐えることができるが、車輪が少なかったり、シャシーが弱い同等の車両は、多くの場合に底初速や小口径の砲に制限される。この砲には効率的なマズルブレーキも装備されている。

### フレッチャEVO
フレッチャEVOはチェンタウロIIの発展系であり、30mm自動砲を備えた遠隔操作のヒットフィストOWSを搭載している。陸軍は300両のフレッチャEVOを取得する予定であり、そのうちの120両が偵察型となっている
- 30mm自動砲を備えた遠隔操作のヒットフィストOWSを搭載したフレッチャEVO戦闘車
- 30mm自動砲を備えた遠隔操作のヒットフィストOWSとヤヌス・センサー・マストを搭載したフレッチャEVO偵察車

## 現在の運用者
- イタリア陸軍:
  - ピネローロ機械化旅団
    - バーリ第９歩兵連隊
    - 第７ベルサリエーリ連隊
    - トリノ第82歩兵連隊

  - アオスタ機械化旅団
    - アオスタ第5歩兵連隊
    - 第6ベルサリエーリ連隊
    - シシリア第62歩兵連隊

  - サッサリ機械化旅団
    - 第3ベルサリエリ連隊

フレッチャEVOおよびチェンタウロIIは陸軍騎兵連隊に装備予定である。